# 雷锋的故事
《雷锋的故事》是由沈阳春秋动漫文化有限公司制作的中国3D动画作品，该公司自称耗资2100万元。制作公司的董事长庞元春称该动画采用了二维和三维动漫制作技术，动画人物的动作有50%采用了动作捕捉设备完成，动画人物的表现力更加鲜活 ，但事实上该动画3D效果粗糙、动作语言生硬，从而遭到批评。

## 制作人员
- 导演：庞博
- 编剧：庞宝春，庞春云
- 出品人：庞宝春
- 制片：庞宝春
- 总策划：庞宝春 庞春云 庞宝秋
- 总制片：庞宝春
- 技术总监：庞博
- 总顾问：庞庆文
- 顾问：庞国节